# Поза триножника

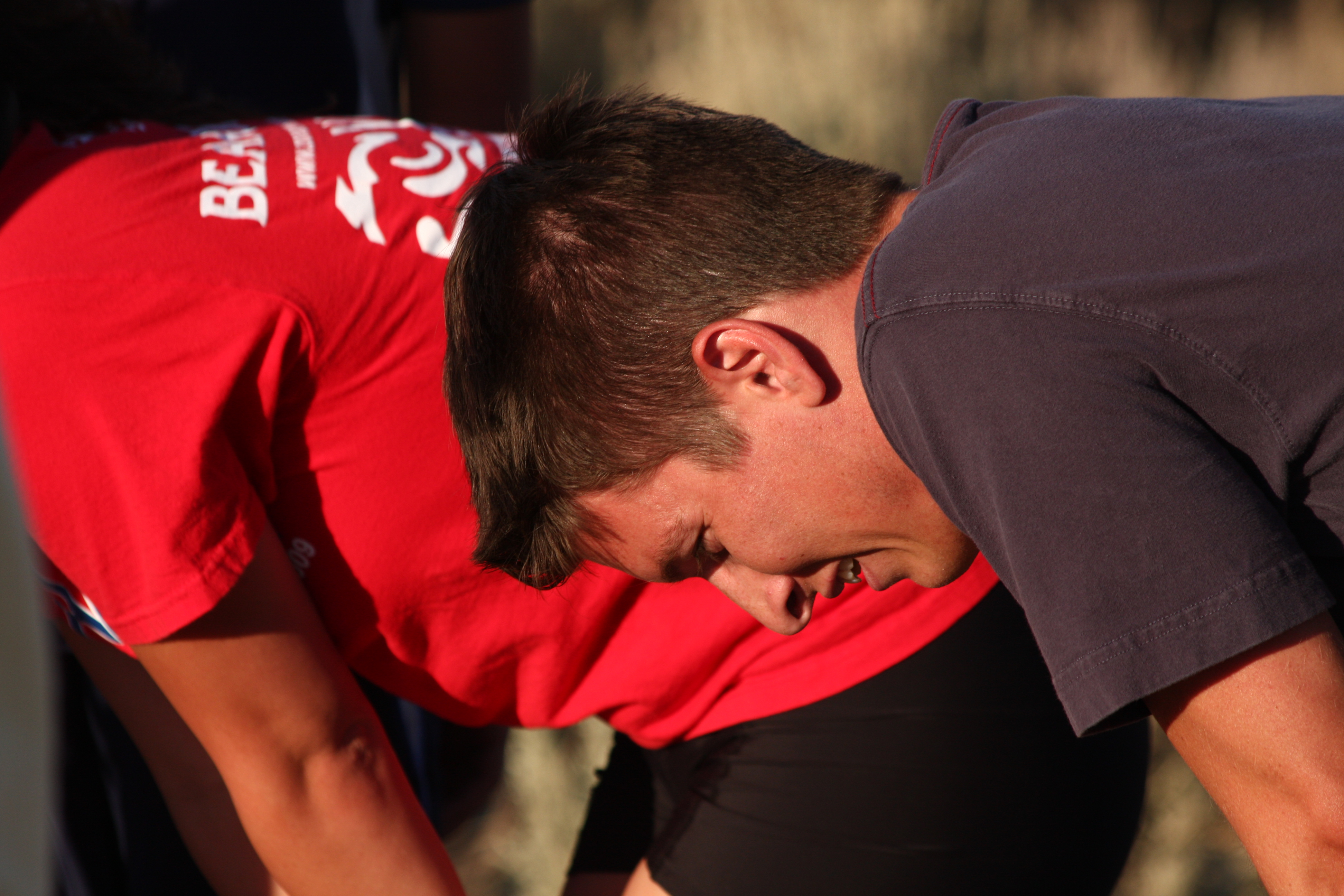
Легкоатлети відновлюють дихання після спринтерського забігу.

Поза триножника (англ. tripod position) або ортопнеїчне положення – це характерна поза тіла, яку приймають пацієнти, що страждають на задишку через респіраторні розлади (наприклад, астму або хронічне обструктивне захворювання легень), напади кашлю або просто після фізичного навантаження, наприклад, щойно пробігши спринт. У позі триножника людина сидить або стоїть, нахилившись вперед, і підтримує верхню частину тіла, упершись обома долонями у свої коліна або іншу поверхню.

## Патофізіологія
Вважається, що ортопнеїчне положення оптимізує механіку дихання, дозволяючи пацієнту використовувати допоміжні м’язи шиї та верхньої частини грудної клітки для втягування більшої кількості повітря в легені, що полегшує вдих і видих. Водночас стабільне положення рук дозволяє скорочувати великий грудний м’яз, що призводить до підняття передньої стінки грудної клітки..
Ефекти такої позі включають:
- зниження навантаження на певні м'язи шиї —  кивальні та драбинчасті;
- відновлення природної форми діафрагми;
- полегшення функції діафрагми;
- підняття плечового поясу(інші мови);
- покращення співвідношення довжини та напруження в дихальних м'язах(інші мови).

## Діагностичне значення та застосування

Типова поза триножника у хворого на епіглотит

Люди, які страждають на задишку або інші респіраторні розлади, часто інстинктивно приймають цю позу, щоб вдихнути більше повітря в легені. Для медичних працівників це може бути діагностичною ознакою того, що пацієнт переживає задишку. За наявності болю в груді без затруднення дихання ця поза може свідчити про гострий перикардит.
Пацієнт може сидіти, нахиливши тулуб уперед під кутом приблизно 45° і поклавши руки на коліна, або може стояти, поклавши руки на стіл або спинку стільця.
Медики також можуть розмістити пацієнта, який страждає від утрудненого дихання, посадивши на край ліжка і поклавши голову на столик перед ліжком на кілька подушок.
Згідно з дослідженням випадку 2021 року, ортопнеїчне позиціонування дозволило уникнути необхідності інтубації у 77-річного чоловіка з пневмонією, пов'язаною з COVID-19.